# 赤灣港與媽灣港
赤灣港與妈湾港是深圳兩個相連的港口，位于中華人民共和國廣東省深圳市深圳經濟特區南山区蛇口半岛，深圳西航道與香港龍鼓水道交界，前身為香港近蛇口半島水域。赤灣港、妈湾港、蛇口港、大鏟灣碼頭均是深圳西部港區碼頭的一部分，大部份均由招商局港口控股間接控股。
赤灣集裝箱碼頭公司管理的妈湾港區與海星港口公司組成妈湾港，為1至7號泊位。赤灣集裝箱碼頭公司赤灣港區為8至13號泊位。招商局港口集團亦於赤灣港經營散貨、內陸貨櫃碼頭，並於深圳证券交易所上市。招商港務管理0號泊位。

## 大股東
經營赤灣港區的赤灣集裝箱碼頭有限公司（英語：Chiwan Container Terminal；簡稱CCT）是赤灣港航的附屬公司，赤灣港航為赤灣集裝箱碼頭有限公司的控股公司(55%)；赤灣港航是中国南山开发集团的附屬公司，佔57.51%;招商局港口控股亦持有8%。中国南山开发集团的大股東為招商局港口控股 (37.02%) (但廣東国资委、深圳国资委及中國海洋石油集團有限公司亦共佔59.06%)；妈湾港區分屬招商局港口集團 (30%)、招商局港口控股(70%)。同時因南山开发集团與招商局集團的主要股東均為中央及深圳国资委，妈湾港區實際上超過一半為國家擁有。
同時蛇口集裝箱碼頭亦為招商局港口控股的附屬公司(佔80%股權)、海星港口佔67%，即招商局國際擁有深圳西部主要港口的控股權。

## 赤灣集裝箱碼頭有限公司
赤灣集裝箱碼頭有限公司經營赤灣港與妈湾港共9個泊位。 公司原名深圳凯丰码头有限公司，於1990年成立，當時股權比例為中国南山开发股份有限公司占50%股份，香港鹏利控股有限公司占25%股份(現中糧香港, 中國糧油控股的大股東及中國食品之附屬機構)，香港嘉里贸易(嘉里建設全資附屬公司)占25%股份。2002年赤湾港区12號泊位可行性研究完成，2003年11月完工。

### 赤灣港區股權變動
鹏利將所持的25%的大部分注入凯丰發展有限公司(Hidoney)；Hidoney持有24%港口股權；中國糧油食品進出口總公司持有餘下1%。於2000年現代貨箱碼頭與招商局國際合資成立一間控股公司(MTL Chiwan)，(現代貨箱碼頭佔40%；招商局國際佔60%)收購Hidoney的20股(共24股) (83.3%)股份，總代價2.65億港元；同時赤灣港航收購餘下的4股(16.7%)。完成交易後招商局國際間接持有最多的股份，而嘉華為第二持有25%。2001年展開供股集資發展新泊位並改名。中国南山开发集团將股份轉讓至子公司赤灣港航並上市。
2003年2月赤灣港航出售Hidoney的股份予MTL Chiwan；而Hidoney 則出售4%港口股權予赤灣港航，使赤灣港航直接以附屬公司持有該權益。同年1月赤灣港航向中糧購進餘下的1%，使其增持至55%。
2018年2月5日招商局港口向控股股東招商局集團出售深圳赤灣港航1.61億股A股及5531.42萬股B股，分別佔後者總已發本的25%及8.58%，合共總代價約57.48億港元。
2018年2月5日招商局港口間接持股37.02%的中國南山開發集團，向招商局集團出售深圳赤灣港航2.097億股A股，約佔後者已發行股本約32.52%，總額約65.1億港元。

### 妈湾港區
2002年招商局國際與南油集团合作開發妈湾港第0、5至7號泊位。5至7號泊位歸赤灣港集裝箱碼頭公司管理；招商港務管理0號泊位。招商国际和赤灣港航共同投资成立一家合营公司 Media Port
Investments Limited (“MPIL”)，双方分别持有50%的股权。MPIL 再与南油集团共同出资设立三家合资公司(從事上述码头泊位的开发建设和经营管理)，分别持有三家合资公司各60%及40%股权。三家合资公司的股东投资总额预计为1,200,000,000 元，将由各投资方于协议签署后的未来五年内分期缴付。及後南油被招商局集團收購。2006年招商局集團向招商局國際出售全部持有的40%股權，使招商局國際持有70%港口股權(40%+30%透過MPIL)；赤灣港航持有30%港口股權。招商局國際透過附屬公司南山開發:赤灣港航的大股東再額外持有6.4%股權。

### 大事記
| 年份   | 事記                                                                                  |
| ------ | ------------------------------------------------------------------------------------- |
| 1990年 | 深圳凯丰码头有限公司成立                                                              |
| 1992年 | 第一个泊位（9號）竣工                                                                 |
| 1994年 | 開始營運                                                                              |
| 2000年 | 鹏利出售所有股權予招商局國際、現代貨箱碼頭及赤灣港航                                  |
| 2001年 | 正式更名为赤湾集装箱码头有限公司，简称CCT，起用新 LOGO。                              |
| 2004年 | 建成第4個泊位                                                                         |
|        | 嘉里建設把所持股份注入旗下嘉里物流。                                                  |
| 2005年 | 妈湾港区第一个泊位5號泊位竣工并通过验收。                                             |
| 2006年 | 妈湾港区三个泊位竣工投产。                                                            |
| 2008年 | 集装箱吞吐量达到570万標準箱 (5至13號泊位)                                             |
| 2009年 | 前海湾保税港区一期工程顺利通过国务院联合验收小组验收，CCT妈湾港区的三个泊位隶属其中。 |
|        | 集装箱吞吐量达到457.8万標準箱                                                         |

### 數據
| 貨箱碼頭       | 碼頭前沿水深 (米) | 泊位 | 岸线长度 (米) | 岸边起重机 (台) | 面積 (平方米) | 處理能力 (千標準箱) | 2008年處理量 (千標準箱) |
| -------------- | ----------------- | ---- | ------------- | --------------- | ------------- | ------------------- | ----------------------- |
| 赤湾港区内港池 | 13                | 1    | 300           | 3               | 790,000       |                     | 3,505                   |
| 赤湾港区外港池 | 14至15.8          | 5    | 1,758         | 22              | 790,000       |                     | 3,505                   |
| 妈湾港区       | 15至16            | 3    | 1,080         | 12              | 460,000       |                     | 1,725                   |
| 总计           | 13至16            | 9    | 3,138         | 37              | 1,250,000     |                     | 5,230                   |

## 海星碼頭
深圳海星港口发展有限公司是由招商局国际有限公司（占股67%）、中国对外贸易(集团)总公司（占股33%）合资经营的港口企业。公司成立于1986年9月30日。码头主要以钢材、粮食、铁矿石、木材、散装水泥、花岗岩和集装箱等为主要货源，年吞吐量达1000万吨以上，集装箱年吞吐量达40万標準箱以上。码头1号泊位可靠泊10万吨级船舶，2号、4号为3．5万吨级泊位，3号泊位包含两个5000吨级泊位和1个2000吨级泊位，码头堆场面积达40多万平方米，另拥有4．8万平方米的各类平仓、6万吨库容的散装水泥筒仓及3．2万吨库容的粮食筒仓。
於2001年招商局國際向中国光大集团購入中國光大亞太23.9% 股權並改名為招商局亞太有限公司，成為大股東。招商局亞太擁有並經營媽灣港一至四號泊位的海星碼頭的33% 權益。並於2004年招商局國際向亞太購入海星碼頭的33%股權。2006年招商局國際向招商局集團購進額外34%股權。